# Le Repaire de Sosthène Silly
Le Repaire de Sosthène Silly est la troisième histoire de la série Spirou et Fantasio de Rob-Vel, Davine et Luc Lafnet. Elle est publiée pour la première fois sous forme de deux histoires intitulées Le Robot géant publiée dans Spirou du no 12/39 au no 50/39 et Sur l'île déserte publiée du no 51/39 au no 1/40. C'est dans cette histoire qu'apparait pour la première fois l'écureuil Spip.